# Corinto (Nicarágua)
Corinto é um município da Nicarágua, situado no departamento de Chinandega. Tem 71 km² de área e sua população em 2020 foi estimada em 18.494 habitantes.